# Rue Saint-Nicolas (Lille)
Pour les articles homonymes, voir Rue Saint-Nicolas.
La rue Saint-Nicolas est une rue de Lille.

## Situation et accès
Située dans le quartier de Lille-Centre, elle relie la rue Neuve à la rue Pierre-Mauroy.
La rue est desservie par la station de métro Rihour.

## Origine du nom
La rue est ouverte à l’emplacement de l’hospice Saint-Nicolas ouvert en 1231 supprimé en 1550. Il existait également une porte Saint-Nicolas approximativement à l'emplacement de l’actuelle rue des Ponts-de-Comines sur une enceinte primitive de Lille avant son extension au début du XIIIe siècle pour englober les paroisses Saint-Maurice et Saint-Sauveur. 

## Historique
La rue est ouverte en 1562 sur le terrain de l’ancien hospice Saint-Nicolas et de l’impasse qui reliait à la rue des Malades (actuelle rue Pierre-Mauroy) cet établissement qui était situé  à l’angle de la rue Neuve et de la rue Saint-Nicolas.
Elle longeait les nouvelles boucheries municipales installées vers 1550 remplaçant des boucheries supprimées en 1548 derrière l' ancienne halle échevinale (emplacement de l’arrivée de la rue Faidherbe sur la place du théâtre). Le bâtiment à usage de corps de garde à l’étage et de boucheries au rez-de-chaussée s’étendant de la grand’place à la place Saint-Nicolas à l’emplacement de l’actuel théâtre du Nord est reconstruit en 1727.
Les grandes boucheries sont remplacées par la halle couverte du Marché Saint-Nicolas construite de 1826 à 1828 communiquant avec la grand’place par un passage sous l’immeuble du Corps de Garde. Le marché Saint-Nicolas ferme dans les années 1980 et la halle est transformée en 1989 en salle de spectacles, le Théâtre du Nord. La grille sur le mur du fond de la place reproduit la forme de la halle disparue.
Un des nombreux petits canaux non navigables qui traversaient la ville, le canal des Boucheries s’écoulait à l’intérieur de l’ilot entre la rue Saint-Nicolas et la grand’place. Ce tronçon du canal qui recevait les ordures des bouchers est recouvert au début du XXe siècle.

## La rue auXXIesiècle
La rue  est une voie piétonne secondaire. Elle est traversée à mi-parcours par une galerie marchande qui s’étend de l’ancien siège de la Voix du Nord sur la Grand’place à la rue du Sec Arembault.

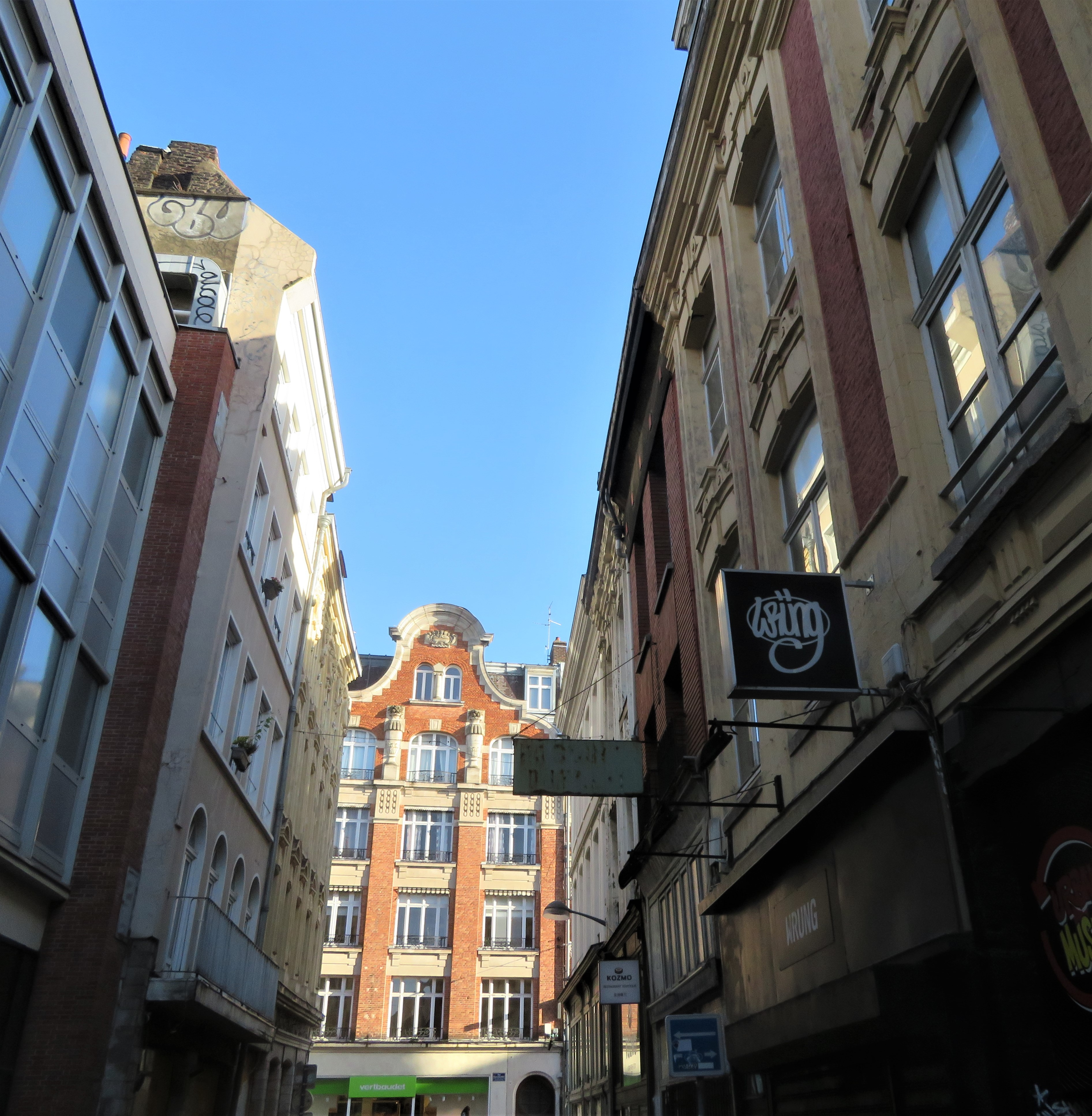
Lq rue Saint-Nicolas vers la rue Pierre-Mauroy
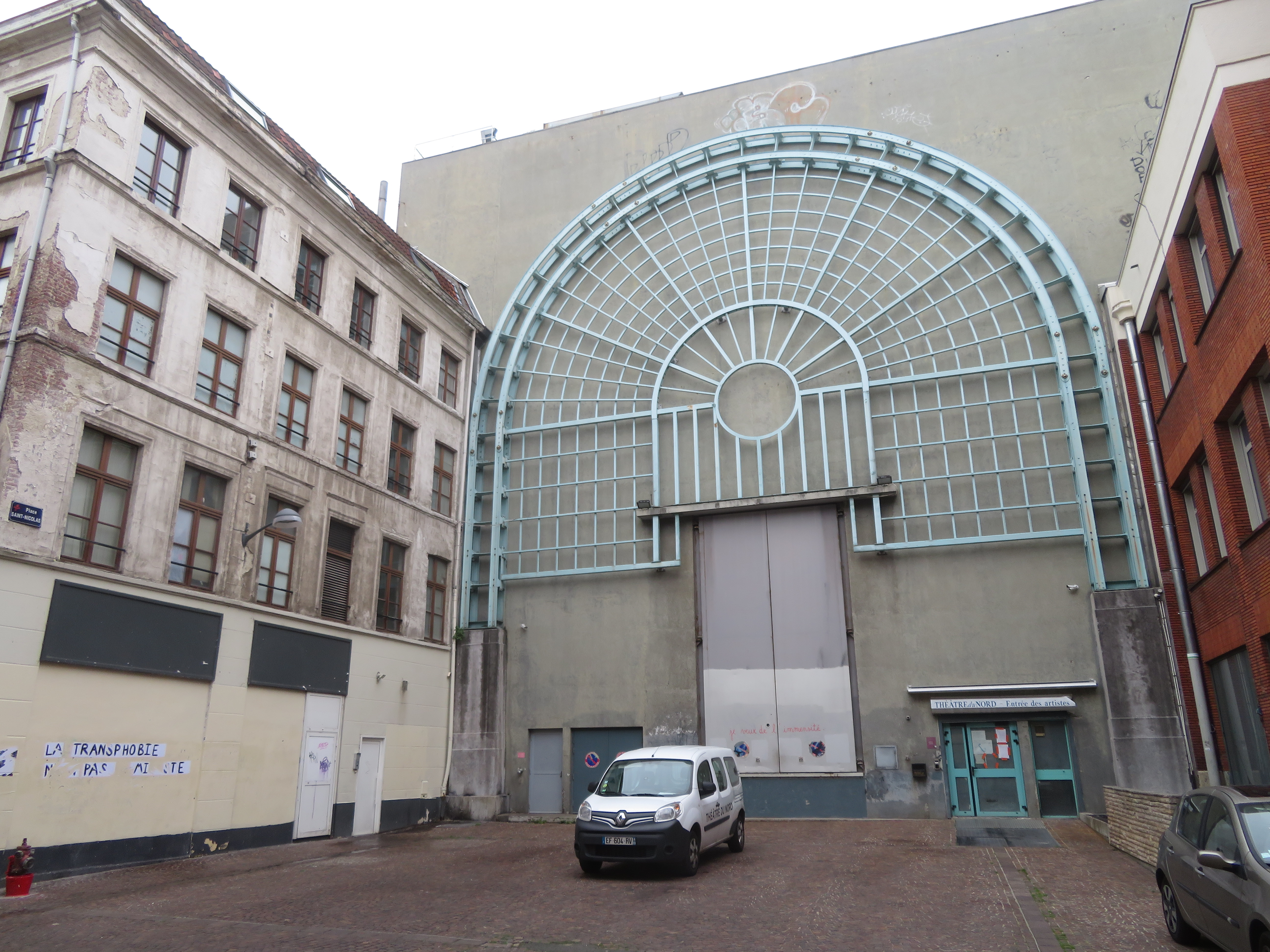
L'ancien marché Saint-Nicolas place Saint-Nicolas